# Potentilla virginiana
Potentilla virginiana là loài thực vật có hoa trong họ Hoa hồng. Loài này được (Mill.) E.H.L. Krause miêu tả khoa học đầu tiên năm 1904.